# Púlpito de San Juan de Capistrano
El púlpito de San Juan de Capistrano (en alemán, Capistankanzel) es un monumento situado en el exterior de la catedral de Viena dedicado al santo franciscano del siglo XV.

## Historia
El origen del monumento se encuentra en el lugar desde el que predicó el franciscano Juan de Capistrano, durante las siete semanas que estuvo en Viena en 1430. Por entonces la zona servía como cementerio de la catedral de San Esteban. El franciscano predicó desde un púlpito de madera de roble que desapareció hacia el siglo XVI siendo sustituido por otro de piedra.
En 1735, se trasladó el púlpito de piedra, hacia el muro de la catedral en el marco de las reformas que haría que desapareciera el cementerio de la catedral. Dos años después se encargó al pintor François Roetttiers un diseño de monumento que acabaría Johann Joseph Resler.
Fue restaurado en 1839.

## Descripción
El cancel se sitúa en la parte sudeste del exterior de la catedral de San Esteban, en la plaza homónima de Viena. En concreto, se sitúa en el lado del Evangelio, en un contrafuerte del templo. La obra se encuentra compuesta por dos partes superpuestas:
Una parte inferior compuesta por el púlpito exterior de estilo neogótico que evoca al existente en madera desde el que predicó Juan de Capistrano y que desapareció en el siglo XVI.
Una parte superior, directamente encima de la anterior, en que se muestra un rico conjunto escultórico barroco con Juan de Capistrano, en el centro, portando la bandera correspondiente a la cruzada de la que su predicación en Viena fue objeto. Bajo los pies del santo se dispone un turco, con la parte superior del torso desnuda. Sobre la cabeza de Juan de Capistrano se dispone la escultura de un querubín sosteniendo el monograma dorado del Nombre de Jesús (IHS) en escultura, y tras esta un sol y unos rayos, también dorados.